# Adam Levin von Knuth

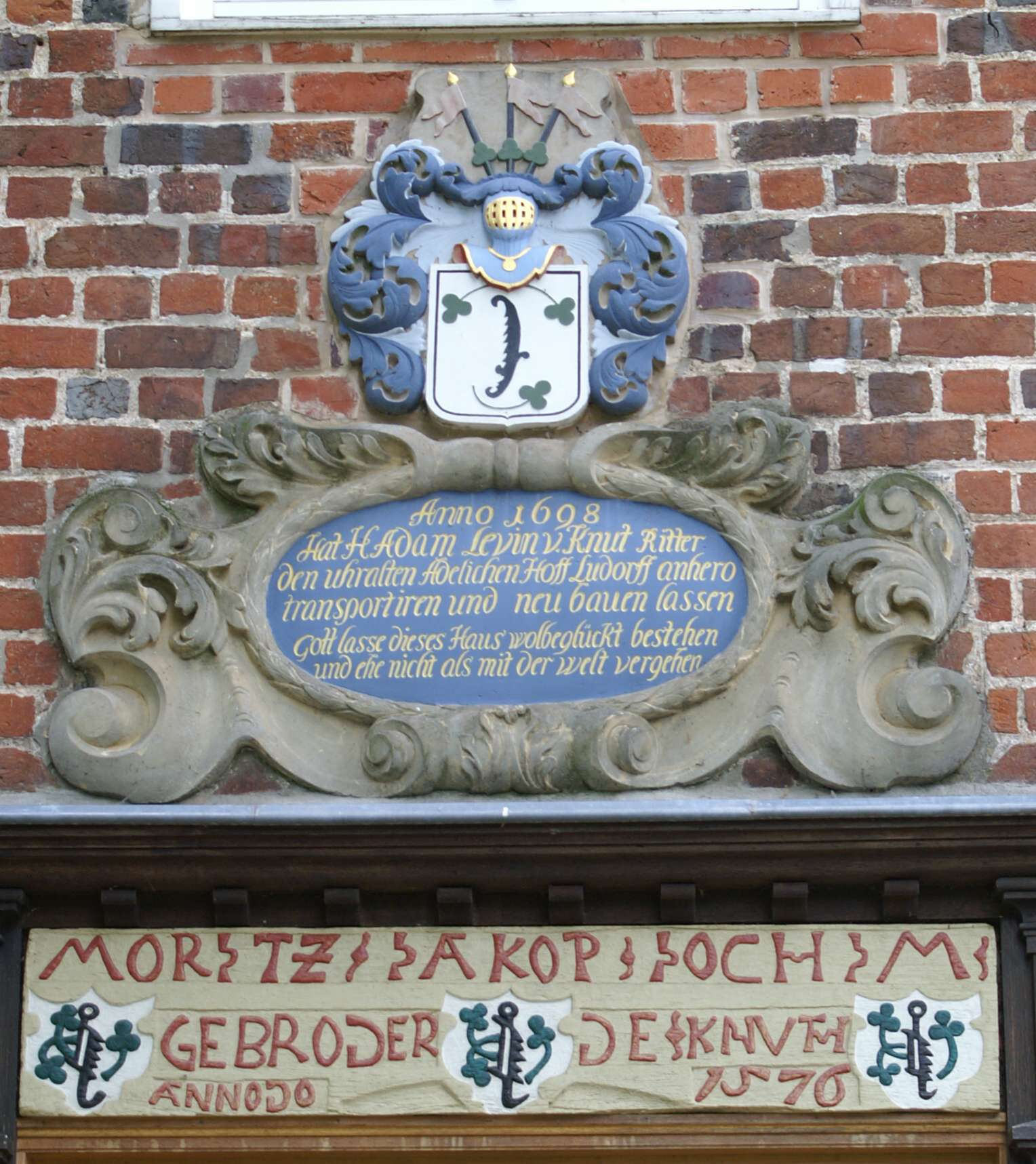
Stammwappen Adam Levins von Knuth aus dem Jahr 1698. Darunter ein aus Leizen stammender, noch älterer Balken

Adam Levin von Knuth (* 1. März 1648 in Leizen; † 13. Januar 1699 in Kopenhagen) war ein mecklenburgischer Adeliger, dänischer Geheimrat, Oberkammerjunker und Amtmann von Kopenhagen. Er war Erbherr auf Gut Ludorf.

## Leben
Adam Levin von Knuth wurde 1648 als fünftes von neun Kindern des Rittmeisters Jacob Ernst von Knuth und Elisabeth von Morins in das mecklenburgische Uradelsgeschlecht von Knuth geboren. Seine älteren Brüder waren Eckhard Christoph und Jacob Ernst von Knuth.
Adam Levins Eltern schickten ihn in früher Jugend zu einem verwandten Oberjägermeister und Geheimen Rat zur Erziehung. 1661 nahm ihn dieser mit nach Dänemark. 1664 nahm ihn Prinz Christian mit Adam Levins Bruder Eckhard Christoph als Page an seinen Hof. Später wurde er Kammerpage. 1679 wurde Christian König und Adam Levin stieg zum Kammerjunker auf.
Nach dem Tode des Reichsmarschalls Johann Christoph von Körbitz 1682 wurde Adam Levin zum Amtmann von Kopenhagen ernannt. 1684 folgten die Ämter des Oberkammerjunkers und Oberschenken. Zudem diente er als Verwalter der Kabinettsgelder.
Adam Levin erreichte den Status eines Favoriten am dänischen Hofe und war Ritter des Dannebrogordens. Später wurde er zusätzlich Geheimrat.
1680 wurde er Erbherr auf Ludorf, später folgten die Güter Morin (1686), Gneve (1688) und Zielow (1688). In Dänemark erwarb er um 1690 Gisselfeld.
Er war verlobt mit Gräfin Hilleborg Holck (1658–1724).
Seine Schwester Eleonora Maria, geb. von Knuth (1658–1707), heiratete 1685 Kurt Veit von Witzleben. Deren Sohn Adam Levin von Witzleben wurde nach ihm benannt und bei Ankunft in Kopenhagen 1710 als sein Protegé am dänischen Hof eingeführt. Auch er machte Karriere als dänischer Hofbeamter.
Nach Adam Levins Tode gingen dessen Güter an die Kinder seiner Brüder über.

## Vorfahren
| Jacob von Knuth Herr auf Leizen, Priborn und Spitzkuhn               | Sophie von Knuth, geb. von Kruse                                     | Adam von Knuth Herr auf Leizen und Priborn        | Catharine von Knuth, geb. von Pritzbuer           | Henneke der Ältere von Morin                 | ?                                            | ?                                   | ?                                   |
| Wentzloff IV. von Knuth Herr auf Leizen, Priborn, Spitzkuhn und Melz | Wentzloff IV. von Knuth Herr auf Leizen, Priborn, Spitzkuhn und Melz | Anna von Knuth                                    | Anna von Knuth                                    | Henneke der Jüngere von Morin Herr auf Kelle | Henneke der Jüngere von Morin Herr auf Kelle | Katharine von Morin, geb. von Wolde | Katharine von Morin, geb. von Wolde |
| Jacob Ernst von Knuth Herr auf Leizen und Priborn                    | Jacob Ernst von Knuth Herr auf Leizen und Priborn                    | Jacob Ernst von Knuth Herr auf Leizen und Priborn | Jacob Ernst von Knuth Herr auf Leizen und Priborn | Elisabeth von Knuth, geb. von Morin          | Elisabeth von Knuth, geb. von Morin          | Elisabeth von Knuth, geb. von Morin | Elisabeth von Knuth, geb. von Morin |
| Adam Levin von Knuth Erbherr auf Ludorf                              |                                                                      |                                                   |                                                   |                                              |                                              |                                     |                                     |

## Endnoten
1. ↑  Knud Fabricius: Adam Levin Knuth. In: Svend Cedergreen Bech, Svend Dahl (Hrsg.): Dansk biografisk leksikon. Begründet von Carl Frederik Bricka, fortgesetzt von Povl Engelstoft. 3. Auflage. Band 8: Kjærulf–Levetzow. Gyldendal, Kopenhagen 1981, ISBN 87-01-77442-5 (dänisch, biografiskleksikon.lex.dk – natten mellem 13. og 14.1.1699 – die Nacht zwischen dem 13. und 14.1.1699).
2. 1 2  Friedrich Ludwig Anton Hörschelmann: Friedrich Ludwig Anton Hörschelmann’s genealogische Adelshistorie. 1. Teil des ersten Bandes, Erfurt 1772, S. 104.
3. ↑  Skeel-Schaffalitzky, Santasilia: Adam Levin von Knuth, til Ludorf
4. ↑  Inger Gorny: Witzleben, Adam Levin von. In: Hans Friedl u. a. (Hrsg.): Biographisches Handbuch zur Geschichte des Landes Oldenburg. Hrsg. im Auftrag der Oldenburgischen Landschaft. Isensee, Oldenburg 1992, ISBN 3-89442-135-5, S. 812–813 (lb-oldenburg.de PDF).

| Personendaten    | Personendaten                                                    |
| ---------------- | ---------------------------------------------------------------- |
| NAME             | Knuth, Adam Levin von                                            |
| KURZBESCHREIBUNG | dänischer Geheimrat, Oberkammerjunker und Amtmann von Kopenhagen |
| GEBURTSDATUM     | 1. März 1648                                                     |
| GEBURTSORT       | Leizen                                                           |
| STERBEDATUM      | 13. Januar 1699                                                  |
| STERBEORT        | Kopenhagen                                                       |